# ピエロ・ラルディ・フェラーリ
ピエロ・ラルディ・フェラーリ（イタリア語: Piero Lardi Ferrari, 1945年5月22日 - ）は、イタリアモデナ出身の実業家。自動車メーカーのフェラーリの副会長であり、航空機メーカーピアッジョ・アエロの社長でもある。単にピエロ・フェラーリとも呼ばれる。

## 人物

### 生い立ち
1945年に旧貴族の娘であったリーナ・ラルディ・デリ・アデラルディ (Lina Lardi degli Adelardi) と、フェラーリ創業者のエンツォ・フェラーリの間に庶子として生まれた。1956年に死去したアルフレード・フェラーリの異母弟である。

### 相続者

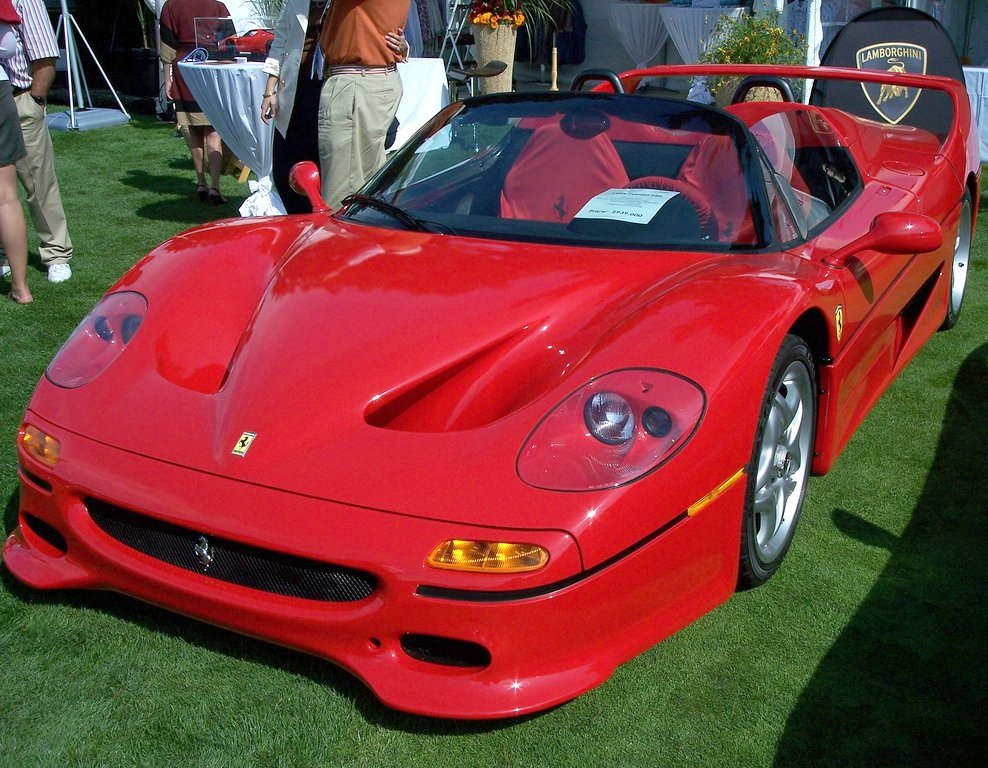
F50

父のもとフェラーリで働き、1969年にフェラーリがフィアットと提携した際、フェラーリの株式10%を所有することを認められた。1978年にエンツォの正妻ラウラが死去したのち正式に認知された。ピエロ・ラルディのもう一つの姓のラルディは母のものであり、認知された後に付けることとなった。
1988年の父の死後にはフェラーリの副会長となり、同時にフェラーリの役員会のメンバーとなる。また、1990年代にはフェラーリの創業50周年モデル、フェラーリ・F50の企画発案を行ったほか、様々な形で経営への助言を行っている。

### 現在
2021年現在もフェラーリの副会長を務め、フェラーリの経営に関与するほか、フェラーリのクラシックモデルの認証機関である「フェラーリ・クラシケ」の鑑定団「COCER」の議長も務める。

## 私生活
- フィオリアーナ・ナニンと結婚し、一人娘と2人の孫がいる。
- ピエロは、モデナにある父の住んでいた自宅で暮らしている。